# Contratempo
Na música, contratempo é um deslocamento do acento métrico natural do compasso. onde o acento que seria no tempo forte (naturalmente) acontece no tempo fraco através de um sinal de dinâmica como o sforzato. Outra maneira de caracterizar o contratempo é com o uso de ligaduras de portamento nos locais devidos que desloquem a métrica.
Vale reforçar que contratempo não é síncope.
No caso do sforzato, a nota é acentuada e desloca o forte (para o lugar do fraco). No caso da ligadura, a nota de onde parte a linha recebe mais acento que a seguinte.
Contratempo pode ser regular e irregular. O Contratempo é regular quando a nota e a pausa têm a mesma duração. É Irregular quando a nota e a pausa não têm a mesma duração.